# شهرستان شوط
شهرستان شوط یکی از شهرستان‌های شمالی استان آذربایجان غربی در شمال غرب ایران است. مرکز سیاسی و اداری این شهرستان شهر شوط است. شهرستان شوط سیاسی‌ترین و محروم‌ترین شهرستان در استان آذربایجان غربی است. جاده ابریشم، بزرگراه ترانزیتی تبریز-بازرگان و کریدور بزرگراهی بازرگان–بندر امام خمینی موسوم به کریدور غرب کشور از این شهرستان عبور می‌کند. شهرستان شوط از لحاظ وسعت هفدهمین اما از حیث تراکم و رشد جمعیت چهاردهمین شهرستان استان آذربایجان غربی است و به همراه شهرستان‌های ماکو و پلدشت، منطقه آزاد ماکو را تشکیل می‌دهد و یک نماینده از حوزه انتخابیه ماکو و شوط و پلدشت و چالدران در مجلس شورای اسلامی دارد.

## تاریخ
تا قبل از سال ۱۳۶۸ دهستان شوط زیر نظر بخش پلدشت (قبل از انقلاب بخش شاه‌آباد) شهرستان ماکو بود که در این سال با تصویب هیئت دولت به بخش شوط شهرستان ماکو ارتقا یافت. این بخش با مصوبه هیئت دولت در آذرماه سال ۱۳۸۶ از شهرستان ماکو منتزع و به شهرستان ارتقا پیدا کرد.

## جغرافیا
شهرستان شوط از سمت شمال غربی با شهرستان ماکو از سمت شمال شرقی با شهرستان پلدشت از سمت جنوب شرقی با شهرستان چایپاره و از سمت جنوب غربی با شهرستان چالدران همسایه است.

## تقسیمات کشوری
شهرستان شوط از ۲بخش، ۳شهر، ۴دهستان و ۶۵روستا تشکیل شده‌است:
| بخش           | مرکز بخش | جمعیت بخش ۱۳۹۵ | نام دهستان             | مرکز دهستان | جمعیت دهستان ۱۳۹۵ | شهر          | جمعیت شهر ۱۳۹۵      |
| ------------- | -------- | -------------- | ---------------------- | ----------- | ----------------- | ------------ | ------------------- |
| بخش مرکزی     | شوط      | نفر            | دهستان یولاگلدی        | عظیم‌کندی    | ۱۱۶۱۶ نفر         | شوط یولاگلدی | ۲۵٬۳۸۱ نفر ۳۹۳۵ نفر |
| بخش مرکزی     | شوط      | نفر            | دهستان قره قویون شمالی | صوفی        | ۶۱۷۰ نفر          | شوط یولاگلدی | ۲۵٬۳۸۱ نفر ۳۹۳۵ نفر |
| بخش قره قویون | مرگنلر   | نفر            | دهستان قره قویون جنوبی | مرگنلر      | ۷٬۵۸۸ نفر         | مرگنلر       | ۲۲۹۴ نفر            |
| بخش قره قویون | مرگنلر   | نفر            | دهستان چشمه سرا        | مخور        | ۶۳۴۳ نفر          | مرگنلر       | ۲۲۹۴ نفر            |

## مردم

### جمعیت
براساس سرشماری مرکز آمار ایران در سال ۱۳۹۵، جمعیت شهرستان شوط برابر با ۵۵٬۶۸۲ نفر و (۱۵٬۷۵۶ خانوار) بوده‌است. 

### زبان و دین و مذهب
مردم این شهرستان به زبان‌های ترکی آذربایجانی و کردی کرمانجی تکلم می‌کنند. دین مردم شهرستان اسلام بوده و از اهل تشیع و اهل تسنن تشکیل یافته‌است.